# The Funeral of Being
The Funeral of Being — второй студийный альбом американской блэк-метал-группы Xasthur, выпущенный 21 октября 2003 года на лейбле Blood Fire Death.

## Отзывы критиков
Маттиас Нолл из Chronicles of Chaos пишет, что новая пластинка Xasthur «мрачнее в плане производства, у неё мгновенно узнаваемый звук, ещё более жёсткий и холодный, чем раньше, но ей не хватает запоминающихся песен и тех же хуков, которые таились в мрачных песнях Nocturnal Poisoning».

## Список композиций
| №                   | Название                                          | Длительность |
| ------------------- | ------------------------------------------------- | ------------ |
| 1.                  | «The Awakening to the Unknown Perception of Evil» | 7:12         |
| 2.                  | «Tyrant of Nightmares»                            | 6:47         |
| 3.                  | «Intro»                                           | 1:02         |
| 4.                  | «Sigils Made of Flesh and Trees»                  | 5:18         |
| 5.                  | «Blood From the Roots of the Forest, Part 2»      | 1:32         |
| 6.                  | «Blood From the Roots of the Forest, Part 1»      | 8:50         |
| 7.                  | «Intro»                                           | 1:11         |
| 8.                  | «Bleak Necrotic Paleness»                         | 2:29         |
| 9.                  | «Reflecting Hateful Energy»                       | 7:55         |
| 10.                 | «Tyrant of Nightmares»                            | 5:29         |
| 11.                 | «Outro»                                           | 1:03         |
| Общая длительность: | Общая длительность:                               | 47:18        |

## Участники записи
- Скотт «Malefic» Коннер — вокал, все инструменты